# Бертрамка
Бертрамка (чеш. Bertramka) — вилла в стиле классицизма, построенная в середине XVIII века. Расположена на улице Моцарта в районе Смихов, в городе Прага, в Чехии. С 1929 года здесь находится Музей Вольфганга Амадея Моцарта и супруг Душековых (чеш. Muzeum WA Mozarta a manželů Duškových). Существует предположение, что композитор жил на вилле во время посещения Праги в 1787 и 1791 годах и здесь завершил работу над оперой «Дон Жуан». Охраняется как памятник культуры с 1958 года и как национальный памятник культуры с 2019 года.

## История
Первым зданием на месте современной усадьбы был деревянный дом при виноградниках, принадлежавший картузианцам и приобретённый вдовой пражского бюргера Криштофа Кобера, казнённого из-за участия в восстании сословий. В 1699 году усадьбу приобрёл пражский пивовар Ян Франтишек Пимсборн, который на месте деревянного дома построил барочный особняк, названный им «Цукрашка» (чеш. Cukrářka). В 1743 году усадьбу приобрели супруги Франтишек и Франтишка Бертрамы, перестроившие особняк в пригородную виллу в стиле классицизма, которая получила название по фамилии своих владельцев «Бертрамка».
В апреле 1784 года усадьбу приобрели чешский композитор Франтишек Ксавер Душек и его супруга, оперная певица Йозефина Душекова. Существует предположение, что супруги принимали у себя австрийского композитора Вольфганга Амадея Моцарта во время его визитов в Прагу в январе—феврале / октябре—ноябре 1787 года и августе—сентябре 1791 года, и, что на вилле Бертрамка он завершил работу над оперой «Дон Жуан». Единственное подтверждение этого факта содержится в воспоминаниях сына композитора, австрийского пианиста Карла Томаса Моцарта, записанных в 1856 году. В них он говорит о том, что слышал от друзей отца о его пребывании на вилле Бертрамка, когда ещё мальчиком в 1790-х годах был в Праге. В 1929 году усадьба была приобретена «Моцартовским обществом», которое открыло здесь музей австрийского композитора и принимавших его у себя друзей, чешского композитора и его супруги, оперной певицы. С 1964 года усадьба носит статус памятника архитектуры.

## Музей
Экспозиция музея занимает семь выставочных залов, в одном из которых восстановлена обстановка XVIII века — времени пребывания Вольфганга Амадея Моцарта на вилле. В собрание входят также экспонаты, имеющие отношение к жизни и творчеству супруг Душековых. В концертном зале музея проходят музыкальные мероприятия. В саду перед виллой ещё в XIX веке был установлен бюст Вольфганга Амадея Моцарта. Музей открыт для посещений по вторникам и субботам с 10.00 до 17.00 часов.